# Естакрак
Естакрак (персијски:استخرك)је село у Арабканех руралној области, Небандан општини, Јужне Корасанске провинције, у Ирану. Према попису из 2006. године, његова популација је била 62 особе, у 14 породица.